# Oryat
Oryat est un village de la région de Şəki en Azerbaïdjan.

## Géographie
Le village d'Oryat de la région de Şəki est situé dans la circonscription administrative du village de Tchechmali.

## Population
Selon les statistiques de 2009, la population du village est de 4000 personnes.